# Salwador na Mistrzostwach Świata w Lekkoatletyce 2017
Salwador na Mistrzostwach Świata w Lekkoatletyce 2017 – reprezentacja Salwadoru podczas Mistrzostw Świata w Londynie liczyła 1 zawodnika, który nie zdobył medalu.

## Rezultaty
| Zawodnik            | Konkurencja                | Eliminacje | Eliminacje | Półfinał | Półfinał | Finał    | Finał   |
| Zawodnik            | Konkurencja                | Rezultat   | Pozycja    | Rezultat | Pozycja  | Rezultat | Pozycja |
| ------------------- | -------------------------- | ---------- | ---------- | -------- | -------- | -------- | ------- |
| Pablo Andrés Ibáñez | Bieg na 400 m przez płotki | 52,92      | 36.        | NQ       | NQ       | NQ       | NQ      |